# AEVIC
株式会社AEVIC（アビック）は、東京都東京都千代田区に本社を置き、自社アプリケーション開発・運営及び、金融系システム・インフラ受託案件を請負う日本のシステム開発企業。

## 概要
生命保険や損害保険などの金融フロントシステムの案件に注力しており、WEBでの金融系システム開発を強みとしている。現在では、WEBサービスやソフトウェア、アプリ開発も行っている。

## 事業内容
- コンピュータシステムコンサルティング
- ソフトウェア開発受託および業務請負開発
- ソフトウェアパッケージ製作・販売
- コンピュータシステム運用管理
- WEBマーケティング支援
- アプリケーション運営

## 運営アプリケーション
- ToDotto
- SaqQutto

## メディア紹介
- 2022年
  - 3月 - TOKYO MX「ええじゃないか！！」